# Сермон
Сермон е името, с което византийският летописец Йоан Скилица нарича управника на Срем, отказал да се подчини на византийския император Василий II след покоряването на по-голямата част от България през 1018 г.
Част от историците приемат „Сермон“ за лично име, а други го считат за производно от топонима „Срем“. Сред изследователите липсва пълен консенсус и по въпроса дали преди 1018 г. владенията на Сермон са самостоятелни или са част от българската държава. В голяма част от изследванията се приема втората теза. Според нея областта между реките Сава и Дунав, която Сермон владее, се простира в северните покрайнини на Самуилова България.

След гибелта на цар Иван Владислав в началото на 1018 г. мнозинството от българските боляри се подчинява доброволно на Василий II. Приема се, че сред тях е и братът на Сермон, Нестонг. След потушаването на няколко огнища на съпротива в планината Томор и около крепостта Томор, западно от Охридското и Преспанските езера териториалното ядро на Самуиловото царство (западните и югозападните български краища) е превърнато във византийска военно-административна област (тема, катепанат), наречена България. На Византия се покоряват и сръбските и хърватските земи, но Сремската област отказва да се подчини. Затова срещу Сермон се отправя византийският военачалник Константин Диоген. Диоген кани Сермон на преговори, но по време на срещата, състояла се край река Сава, убива българския войвода. След убийството на Сермон съпругата му предава град Срем на византийците. Областта е превърната в тема Сирмиум с византийски управител. С това събитие, което историците отнасят към есента на 1018 или към първите месеци на 1019 г., завършва покоряването на България от византийците.